# アルカンタラ (客船・2代)
アルカンタラ (RMS Alcantara) はロイヤル・メイル・ライン (Royal Mail Lines) の客船。
「アルカンタラ」はベルファストのハーランド・アンド・ウルフ社で建造された。1927年進水。サウサンプトンと南米東岸とを結ぶ航路で運行された。1934年に機関が強化され、最高速度が18ノットに増加した。
「アルカンタラ」は1939年に仮装巡洋艦に改装され、1本煙突になった。さらなる改装のためマルタへ向かう途中でキュナード・ラインの客船「フランコニア」と衝突し、修理のためアレクサンドリアへ向かった。 
1940年7月28日、「アルカンタラ」は南大西洋でドイツ仮装巡洋艦「トール」と遭遇した。このとき「トール」はユーゴスラビアの貨物船「Vir」に偽装していた。「トール」は最初「アルカンタラ」を貨物船だと思い接近したが仮装巡洋艦であるとわかると逃走を開始した。だが「アルカンタラ」のほうが高速であったために逃げ切ることができず、「トール」はドイツの旗を掲げると攻撃に転じた。「アルカンタラ」は命中弾を受け速度が低下。一方、「アルカンタラ」の6インチ砲は命中しなかった。「アルカンタラ」の速度が低下するのを見た「トール」は「アルカンタラ」に接近したが、そのとき「アルカンタラ」の6インチ砲弾が命中した。これは貫通し爆発しなかったが、「トール」は逃走に移った。だが、そこに2発目が命中し「トール」に損害を与えた。この戦闘で「アルカンタラ」では死者2名負傷者7名を出した。
1942年5月30日にアセンション島から400浬ほどの場所でアメリカ船「George Clymer」が故障発生のため航行不能となり、漂流中の6月6日に同船はドイツ仮装巡洋艦「ミヒェル」搭載の魚雷艇による雷撃を受け被雷した。「アルカンタラ」は6月7日に「George Clymer」のもとに到着し、乗員を収容して「George Clymer」を処分した。「George Clymer」の被雷はUボートによるものと誤認していたため「アルカンタラ」はすぐにその場を去り、その直後に「ミヒェル」が現場に到着している。
1943年に「アルカンタラ」は兵員輸送船となった。南米への航路は1948年10月に再開され、1958年4月に売却されるまで続いた。日本の所有者に売却された「アルカンタラ」は「Kaisho Maru」と改名されたが、同年中に解体された。

## 要目
- トン数：22,181総トン
- 全長：656フィート（200m）
- 全幅：78フィート（24m）
- 速力：16ノット
- 乗客定員：1430（一等432、二等223、三等775）